# Pallone d'oro FIFA 2014

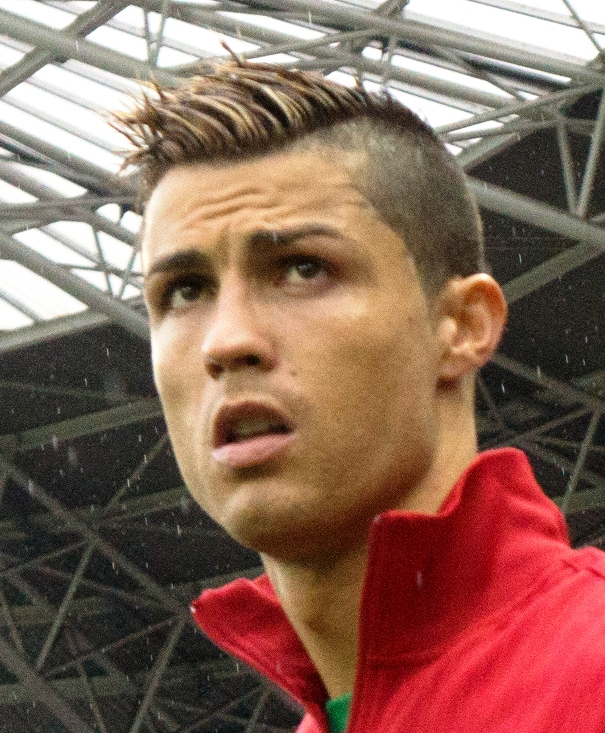
Cristiano Ronaldo, vincitore del trofeo

Il Pallone d'oro FIFA 2014 è stato consegnato il 12 gennaio 2015 a Zurigo a Cristiano Ronaldo. Il calciatore portoghese ha vinto il trofeo per la terza volta nella sua carriera, dopo i successi del 2008 e del 2013. La lista dei candidati ai premi relativi al calcio femminile è stata resa nota il 24 ottobre 2014, mentre quella relativa al calcio maschile il 28 ottobre, dove la squadra con maggiori candidati è il Real Madrid con 8 nomination, 7 giocatori più l'allenatore.
Durante la cerimonia sono stati anche resi noti i vincitori del FIFA Women's World Player of the Year, del FIFA World Coach of the Year per il calcio maschile e femminile, del FIFA Puskás Award, del FIFA FIFPro World XI.

## Pallone d'oro FIFA
Per il Pallone d'oro FIFA hanno votato 181 commissari tecnici, 182 capitani di squadre nazionali e 181 rappresentanti dei media.

## FIFA Women's World Player of the Year
Per il FIFA Women's World Player of the Year hanno votato 148 commissari tecnici, 146 capitani di squadre nazionali, e 90 rappresentanti dei media, per un totale di 384 votanti.

## FIFA World Coach of the Year

### Calcio maschile
Per il premio al miglior allenatore dell'anno nel calcio maschile hanno votato 181 commissari tecnici, 182 capitani di squadre nazionali e 181 rappresentanti dei media, per un totale di 544 votanti.

### Calcio femminile
Per il premio al miglior allenatore dell'anno nel calcio femminile hanno votato 147 commissari tecnici, 145 capitani di squadre nazionali e 90 rappresentanti dei media, per un totale di 382 votanti.

## FIFA Puskás Award
Il FIFA Puskás Award è stato assegnato, in base ai voti dei fan del calcio su FIFA.com, canale FIFA su YouTube e sul sito francefootball.fr, al colombiano James Rodríguez, per il più bel gol del 2014. Tale gol risale all'ottavo di finale Colombia-Uruguay, del Mondiale di Brasile 2014.
Rodriguez ottenne il 42% dei voti contro il 33% di Stephanie Roche e l'11% di Robin van Persie.

## FIFA Presidential Award
Il FIFA Presidential Award è stato consegnato al giornalista giapponese Hiroshi Kagawa, di 90 anni, per il suo instancabile lavoro per il calcio in Giappone e per essere stato il giornalista più anziano al Mondiale di Brasile 2014, la decima Coppa del mondo a cui prese parte.

## FIFA Fair Play Award
Il FIFA Fair Play Award venne consegnato a tutti i volontari che lavorarono alle competizioni FIFA, poiché il loro supporto è fondamentale per la realizzazione dei tornei.

## FIFA FIFPro World XI
La FIFPro, l'unione internazionale dei calciatore, invitò 24 000 calciatori professionisti da tutto il mondo per votare i FIFA FIFPro World XI, ovvero gli undici migliori calciatori del 2014.